# Grzegorz Zwara
Grzegorz Stanisław Zwara (ur. 1972) – polski matematyk, profesor Uniwersytetu Mikołaja Kopernika w Toruniu.

## Życiorys
Grzegorz Zwara w okresie szkolnym był stypendystą Krajowego Funduszu na rzecz Dzieci. Jako uczeń IV Liceum Ogólnokształcące im. Tadeusza Kościuszki w Toruniu (1987–1991) był laureatem I (1988, 1990, 1991) oraz II miejsca (1989) Olimpiady Matematycznej. Co roku uczestniczył w Międzynarodowej Olimpiadzie Matematycznej, uzyskując co roku srebrny medal (Kanada, Niemcy, Chiny, Szwecja). Studiował w latach 1991–1996 matematykę na Uniwersytecie Mikołaja Kopernika w Toruniu (UMK). Był najlepszym absolwentem UMK. Wyróżniony nagrodą im. J. Marcinkowskiego, stypendium Fundacji Nauki Polskiej dla młodych naukowców. W 2001 otrzymał Nagrodę im. Kazimierza Kuratowskiego. W 1998 obronił na UMK napisany pod kierunkiem Andrzeja Skowrońskiego doktorat Degeneracje skończenie wymiarowych modułów. W 2004 habilitował się na podstawie dzieła Geometria domknięć orbit w rozmaitości modułów. Praca ta została wyróżniona nagrodą Ministra Edukacji Narodowej. W 2012 otrzymał tytuł naukowy profesora.
Zwara zajmuje się m.in. algebrą i geometrią. W 1996 rozpoczął pracę na macierzystym wydziale. Przez rok przebywał na kontrakcie w Szwajcarii.